# Saturn AL-31
Saturn AL-31 es una familia de motores turbofán para uso militar desarrollado por Lyulka, ahora NPO Saturn, de la Unión Soviética, originalmente para el caza de superioridad aérea Sukhoi Su-27 Flanker. Produce un empuje total de 123 kN con postcombustión en la variante AL-31F, 137 kN en la AL-31FM (AL-35F) y 142 kN en la AL-37FU.  Actualmente, es usado en todas  las variantes del Flanker y en el caza polivalente Chengdu J-10 desarrollado en China.

## Variantes

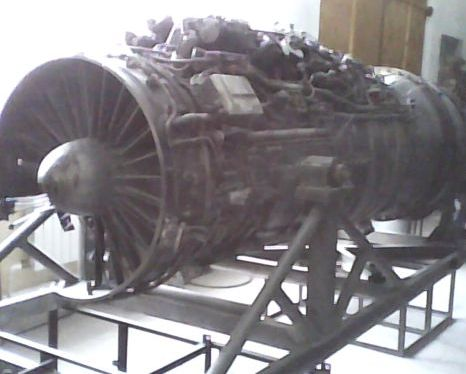
AL-31F
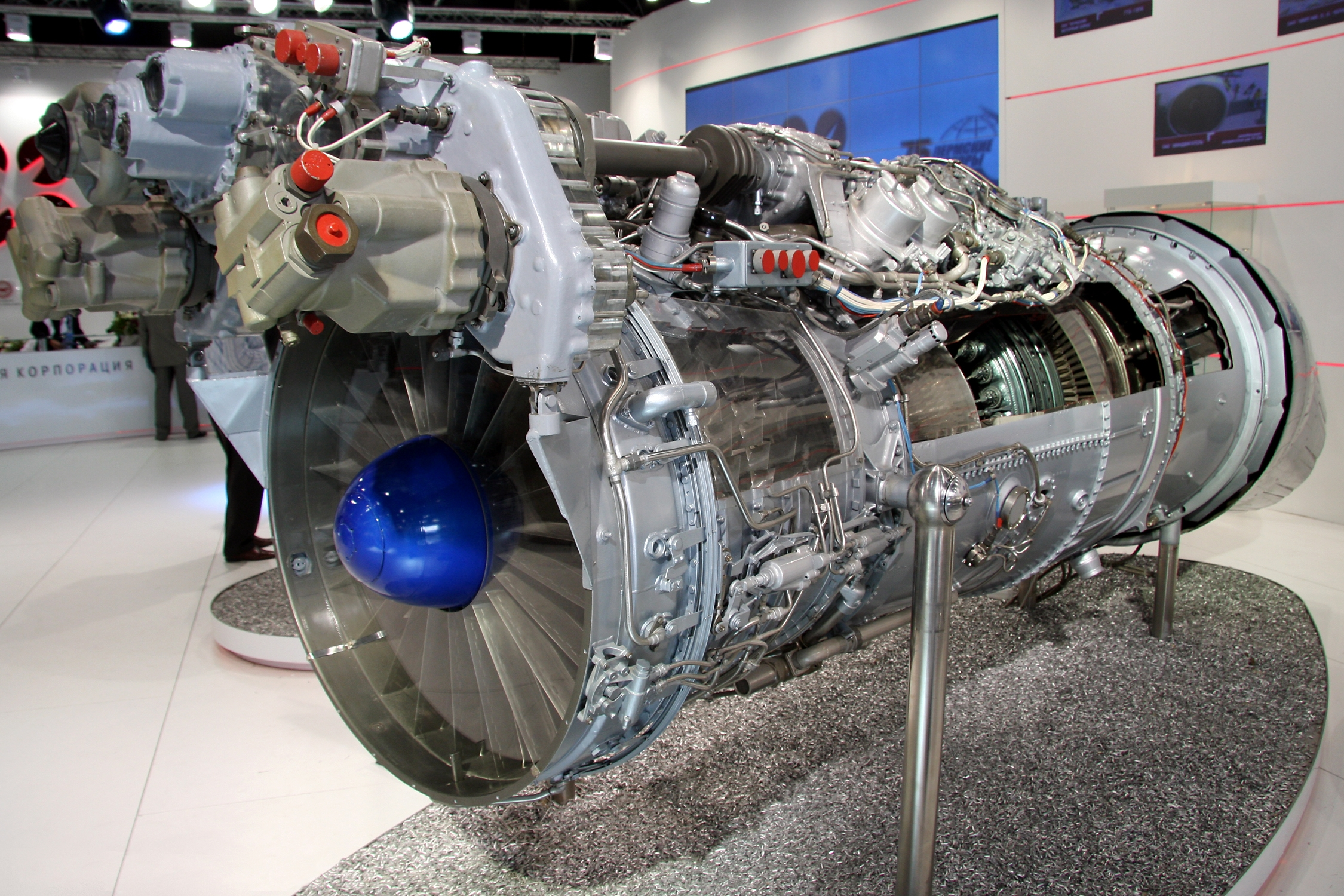
AL-31FP
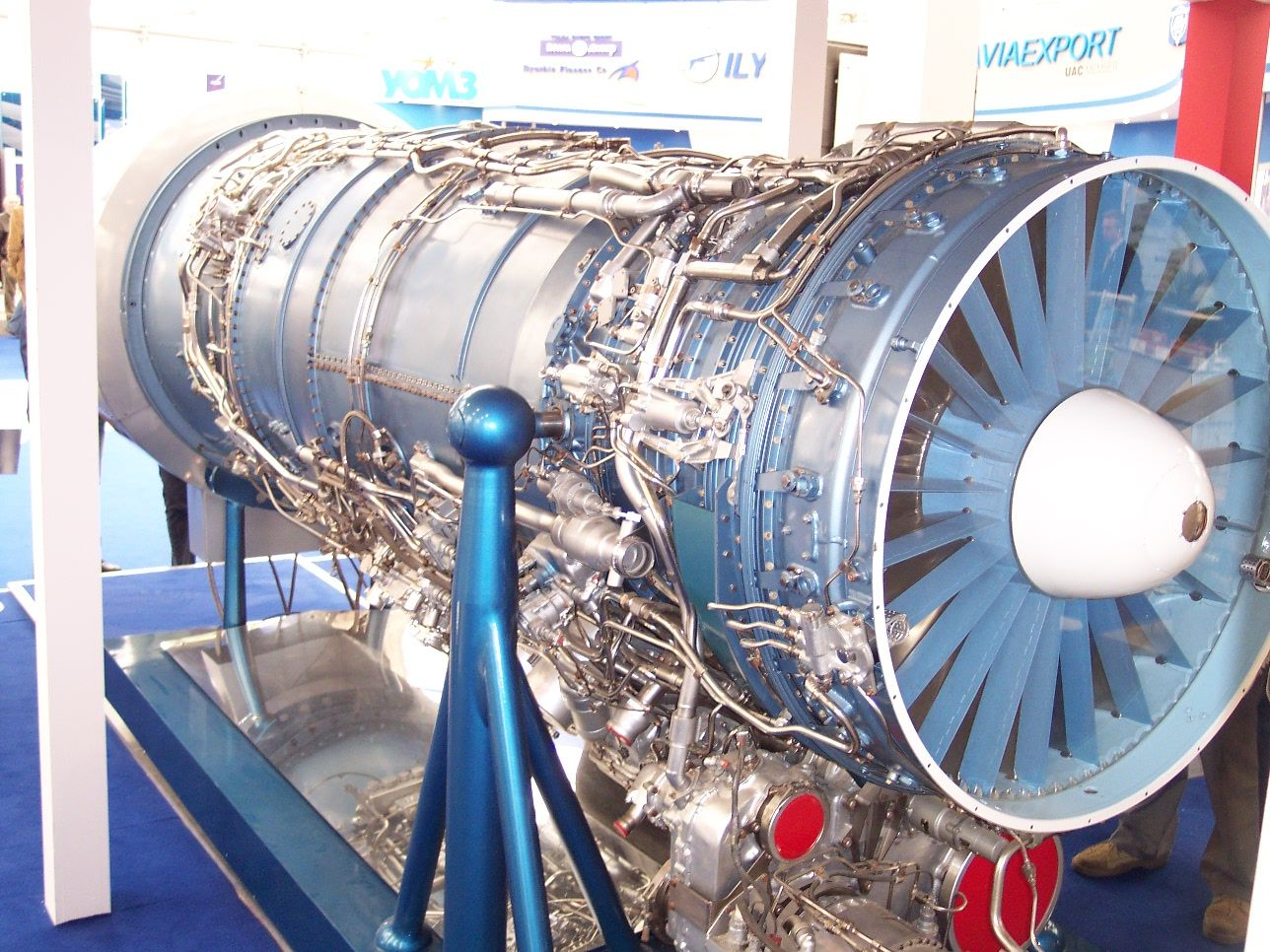
AL-31FN
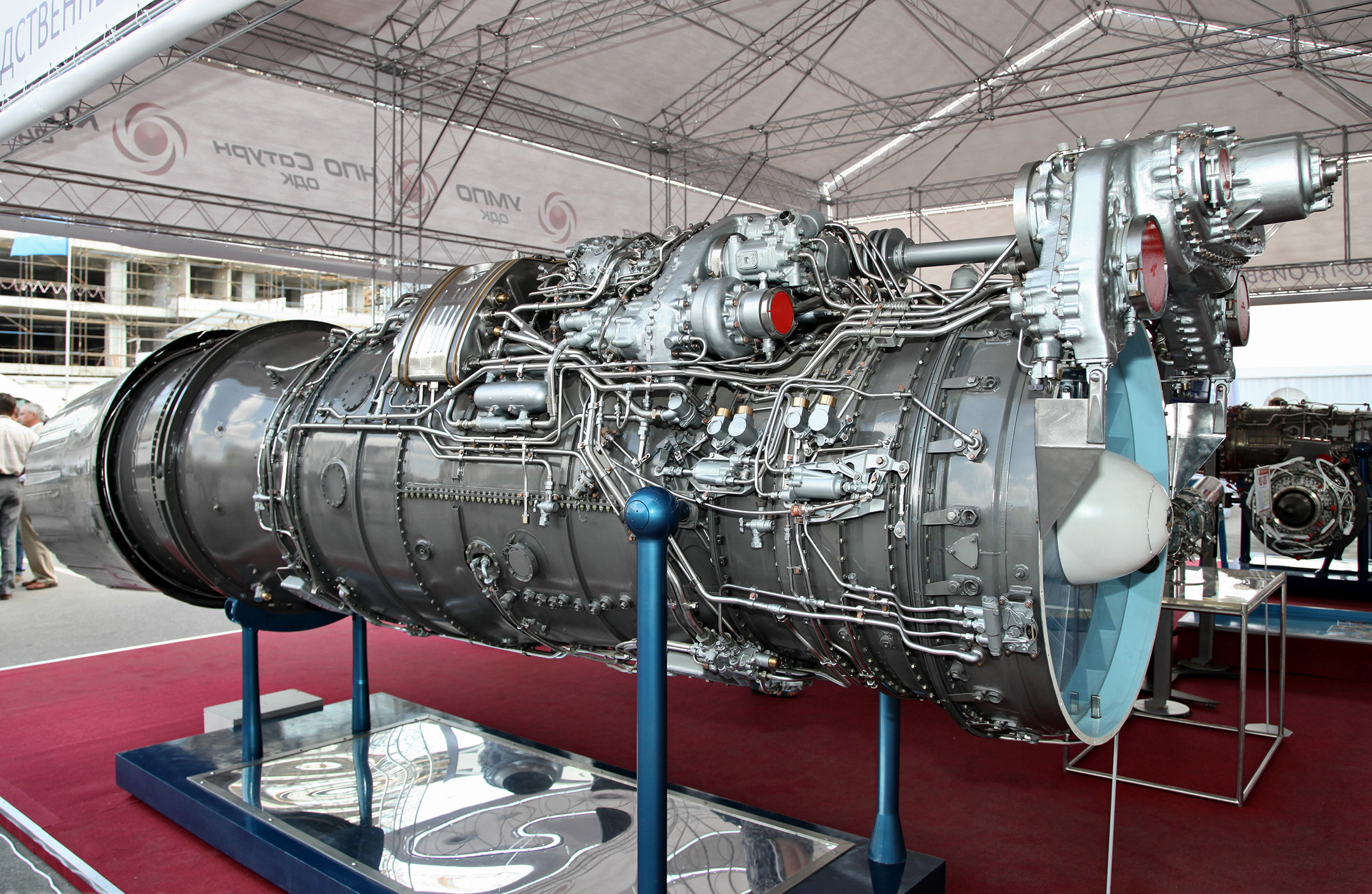
AL-31FM1
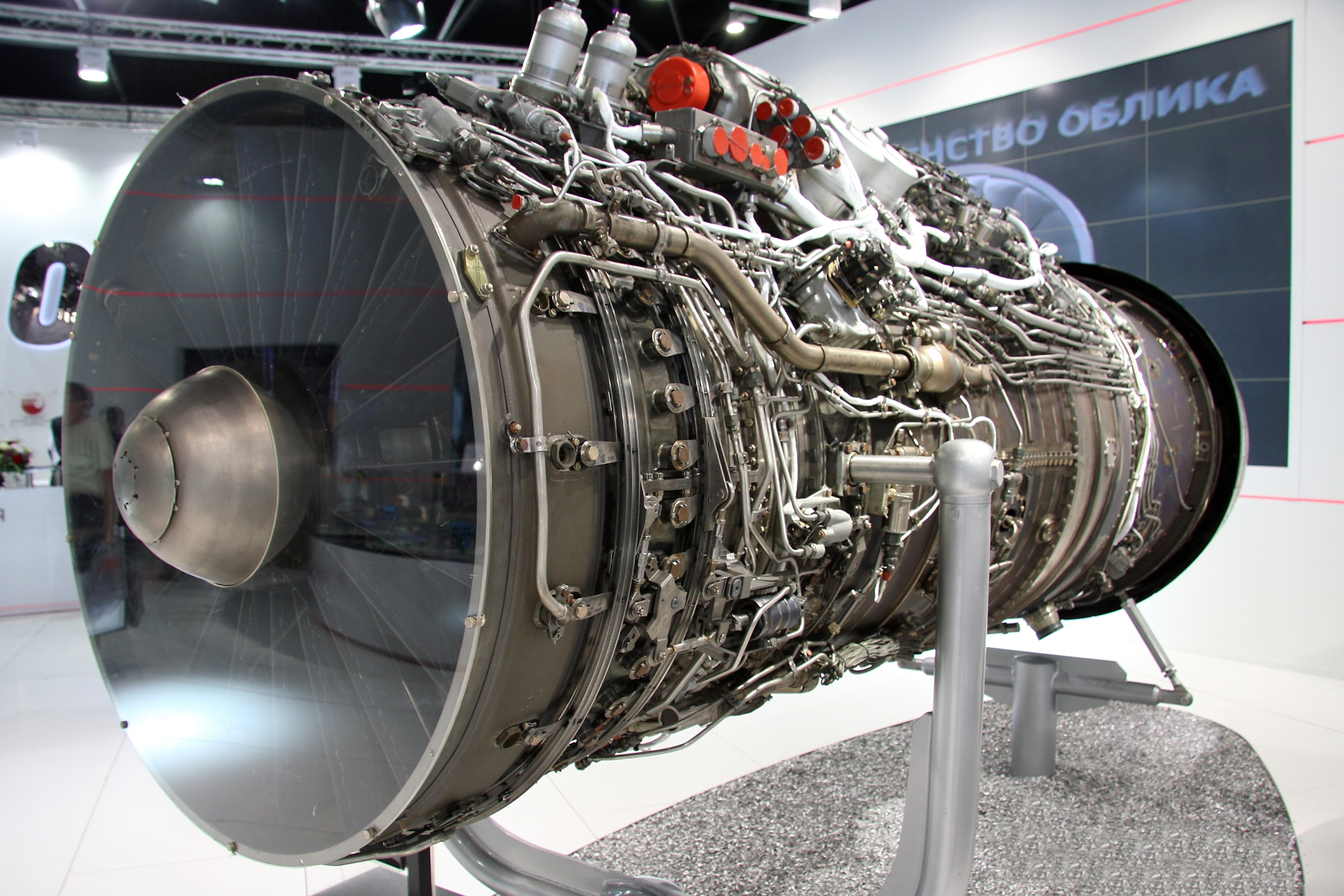
AL-41F1S

| Nombre           | Descripción                                                   | Fabricante     | Año  | Empuje    | Empuje vectorial | Aeronave                                                     | Estado                              |
| ---------------- | ------------------------------------------------------------- | -------------- | ---- | --------- | ---------------- | ------------------------------------------------------------ | ----------------------------------- |
| AL-31F           | El motor básico desarrollado para propulsar el caza Su-27     | Salyut, UMPO   | 1981 | 123 kN    | No               | Su-27, Shenyang J-11, Sukhoi Su-30MKK, Sukhoi Su-30 (Salyut) | En servicio/producción              |
| AL-31F3          | Variante mejorada para la versión naval Su-33                 | Saturn Lyul'ka |      | 125,57 kN | No               | Su-33,                                                       | En servicio/producción              |
| AL-31FP          | Variante mejorada para el Su-30MKI indio con empuje vectorial | Salyut, HAL    | 2000 | 123 kN    | Si               | Su-30 MKI, Sukhoi Su-30MKM                                   | En servicio/producción              |
| AL-31FN          | Variante mejorada para el Chengdu J-10                        | Salyut,        | 2002 | 127 kN    | No               | Chengdu J-10                                                 | En servicio/producción              |
| AL-31FN Series 3 | Variante mejorada para el Chengdu J-10B                       | Salyut         | 2013 | 137 kN    | No               | Chengdu J-10                                                 | En servicio/producción              |
| AL-31F M1        | Variante mejorada para la Fuerza Aérea de Rusia               | Salyut         | 2007 | 135 kN    | Si               | Su-27SM, Su-30, Su-34                                        | En servicio/producción              |
| AL-31F M2        | Variante mejorada para la Fuerza Aérea de Rusia               | Salyut         | 2012 | 145 kN    | Si               | Su-27SM, Su-30, Su-34                                        | En pruebas                          |
| AL-37FU          | Derivado avanzado para el Su-37                               | UMPO           |      | 145 kN    | Si               | Su-37                                                        | Derivado experimental para el Su-37 |
| AL-41F1S (117S)  | Derivado avanzado para el Su-35                               | UMPO           | 2010 | 142 kN    | Si               | Su-35                                                        | En servicio/producción              |
| AL-41F1 (117)    | Derivado avanzado para el Sukhoi PAK FA                       | UMPO           | 2010 | 147 kN    | Si               | PAK FA                                                       | En servicio/producción temprana     |

## Especificaciones (AL-31F)

### Características generales
- Tipo: turbofán
- Longitud: 4,99 m
- Diámetro: 0,905 m entrada; 1,28 m máximo exterior
- Peso en seco: 1570 kg[9]

### Componentes
- Compresor: 4 ventiladores y compresor de 9 etapas
- Combustión: anular
- Turbinas: 2 turbinas de una sola etapa

### Rendimiento
- Empuje:
  - 74,5 kN empuje en seco
  - 122,58 kN con postcombustión
- Temperatura de entrada de la turbina: 1685 K (1412 °C)
- Consumo específico
  - Empuje en seco: 0,87 lb/(lbf·h)
  - Postcombustión completa: 1,92 lb/(lbf·h)
- Relación de derivación: 0,59:1

Fuente:

### Motores similares
- General Electric F110
- Shenyang WS-10